# Bataille de Boyacá
Guerre d'indépendance de la Colombie
Batailles
m
Première république (1810-1815)
- Bajo Palacé
- Magdalena
- Admirable
- Guerre Civile
- Nariño dans le Sud
- Río Palo
- Tolú

Reconquête espagnole (1815-1819)
- Carthagène des Indes
- Cachirí
- Cuchilla del Tambo
- La Plata
- Régime de terreur

Campagne libératrice (1819)
- Paya
- Passage des Andes
- Corrales
- Gámeza
- Pantano de Vargas
- Boyacá

Grande Colombie (1819-1824)
- Campagne fluviale et navale
- Campagne de Pasto

La bataille de Boyacá, remportée le 7 août 1819 par les troupes républicaines de Simón Bolívar et Francisco de Paula Santander sur les troupes royalistes fidèles à la couronne espagnole a consacré l'indépendance de la Grande Colombie, couvrant le Panama, le Venezuela, la Colombie, l'Équateur et une partie du Pérou et de la Bolivie actuels. Elle s'est déroulée dans les Andes au Puente de Boyacá (pont de Boyacá), ouvrant l'accès à Bogota située à 150 km au sud.

## Contexte
Après avoir traversé les Andes pendant la saison humide, ce qui a totalement pris par surprise les Espagnols, Bolivar a remporté de justesse la victoire dans le Marais de Vargas le 25 juillet 1819, empêchant ainsi des renforts espagnols d'atteindre Bogota, très faiblement défendue. Au matin du 7 août, les forces de Bolivar, alors à Tunja, et l'armée espagnole se dirigent toutes deux vers Bogota.

## Déroulement de la bataille

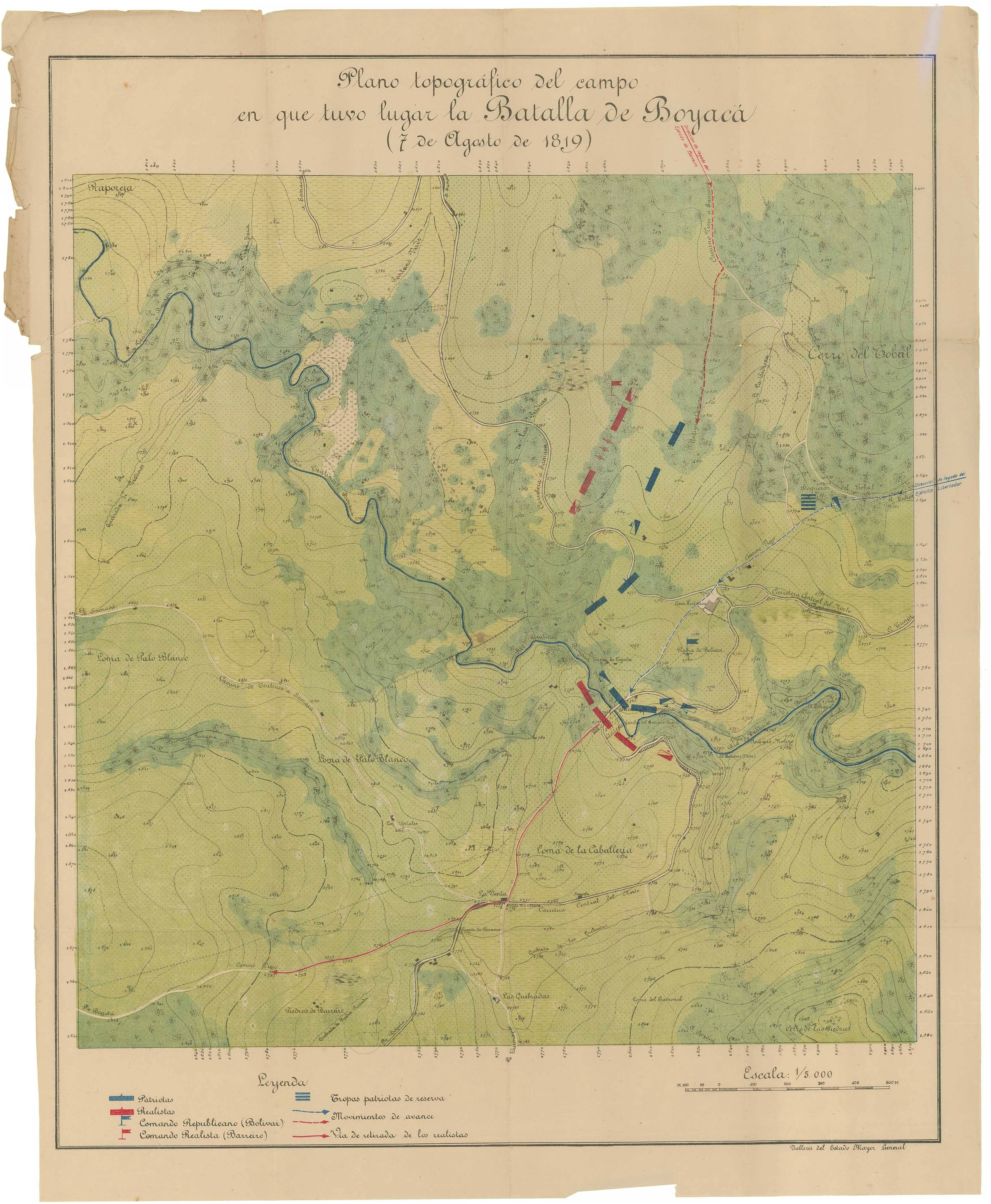
Plan du champ de bataille.

L'avant-garde des royalistes atteint Casa de Teja à 13h30, alors que l'arrière-garde se trouve encore à un kilomètre et demi derrière. Peu avant 14h, des éclaireurs des deux avant-gardes se repèrent mutuellement et l'avant-garde espagnole traverse le pont de Boyaca et prend ses positions tandis que les forces patriotes au grand complet atteignent Casa de Teja. L'arrière-garde royaliste est toujours derrière, aussi le général patriote Anzoátegui ordonne-t-il de bloquer le passage entre les deux segments de l'armée adverse. L'arrière-garde espagnole, largement dépassée en nombre, bat en retraite vers une colline proche de Casa de Piedra. 
Simon Bolivar ordonne alors une attaque de flanc sur l'arrière-garde ennemie avec deux bataillons attaquant par la droite et la Légion de volontaires britanniques par la gauche. Submergés, les Espagnols battent en retraite sans direction précise et Bolivar donne l'ordre à ses lanciers d'attaquer le centre de l'infanterie royaliste, tandis qu'un escadron de cavalerie espagnol fuit la bataille. Malgré une dernière résistance et exposé à un feu nourri, le colonel Barreiro, qui commande l'arrière-garde royaliste, fait alors sa reddition.
Pendant ce temps, un kilomètre et demi plus loin, l'avant-garde des patriotes, sous les ordres de Francisco de Paula Santander, entreprend de traverser la rivière Teatinos par un gué afin d'approcher par l'arrière son homologue espagnole. Une fois la manœuvre effectuée, l'avant-garde patriote engage le combat tandis que le reste de l'armée essaie de traverser le pont en menant une charge à la baïonnette. Les royalistes prennent la fuite en laissant leur colonel sur le champ de bataille. La bataille se termine vers 16h.

## Conséquences
Environ 1 600 prisonniers sont faits à l'issue de cette bataille qui ouvre la route de Bogota aux patriotes et assure la libération du pays. Santander et Anzoátegui sont tous deux promus au grade de général de division après la bataille et le vice-roi de Nouvelle-Grenade prend la fuite lorsqu'il apprend la nouvelle de la défaite de ses troupes. Sur les ordres de Santander, le colonel Barreiro ainsi que 38 autres officiers espagnols sont exécutés à Bogota le 11 octobre 1819, suivant le décret de guerre à mort.
Le pont de Boyacá, bien que désormais inutilisé, a été conservé comme monument symbole de l'indépendance de l'Amérique du Sud.

## Sources
- (en) Cet article est partiellement ou en totalité issu de l’article de Wikipédia en anglais intitulé « Battle of Boyacá » (voir la liste des auteurs).